# APTX4869
APTX4869（アポトキシンよんはちろくきゅう、APOPTOXIN4869）は、青山剛昌の漫画『名探偵コナン』およびその派生作品に登場する架空の毒薬である。

## 概要
黒ずくめの組織の科学者であるシェリーこと宮野志保（灰原哀）が、同組織の科学者であった両親（宮野厚司と宮野エレーナ）から受け継いで開発していた薬物。シェリーが組織から逃亡した影響で開発が滞っており、本来の開発目的である薬は試作段階のままとなっている。
もともと本薬は毒薬として開発されたものではなく、他の何らかの効果を求めて作られたものらしく、後に灰原も江戸川コナンに「毒なんて作っているつもりはなかった」と語っている。だが、マウスを使った実験ではそのほとんどが死に至った上、体内から毒物反応が出なかったことから、完全犯罪用の毒薬としても利用できることを知った組織は、シェリーに無断で暗殺への使用を決定した。その一方、1匹のマウスだけが死亡せずに幼児化するという事例が確認されていたが、シェリーは組織に反発していたこともあってか、それを報告せずにいた。
報告を受けていない組織は、本薬に幼児化の副作用があるとは知らないまま暗殺に使い始め、その被害者の1人となったのが工藤新一であった。組織の裏取引を目撃した新一の口封じとして、組織の幹部であるジンにより「まだ人間には試したことがない完全な毒薬」として投与されたものの、新一が死に至ることはなく、実験段階でシェリーだけが認識していた幼児化の現象が現れた。その前後にも暗殺に多用された形跡があり、新一以外の服用者の全員死亡が確認された一方、新一だけが例外として「不明」のデータが記録されていた（後述の「被害者」を参照）。
その後、新一が幼児化して生きていることを察知したシェリーは新一に研究者としての強い興味を持ち、組織から守るためにデータを「死亡」に書き換える。まもなく、シェリーは組織への反発から研究を中止したために監禁されるが、わずかに隠し持っていた本薬を自殺目的で服用したところ、新一と同様の幼児化現象が現れ、組織からの脱出を果たした。
薬の開発コード「4869」を語呂合わせにして読むと、名探偵であるシャーロック・ホームズのファーストネームになることや、本薬自体がまだ試作段階であることから、組織の所属者には「出来損ないの名探偵」という通り名で呼ばれることがある。さらに、組織のコンピュータに記録された本薬のデータにアクセスする際のパスワードは、『名探偵ホームズ』という作品自体が試作段階だったときに作者アーサー・コナン・ドイルが仮名として付けた "Shellingford Holmes（シェリングフォード・ホームズ）" のファーストネームを取って "Shellingford" と設定されている。
エレーナは本薬の脅威を考えながらも、願いを込めて夫の厚司と共に「シルバーブレット（銀の弾丸）」と呼んでいた。どの程度まで効能を自覚していたかは不明だが、本薬の開発自体には意欲的だった模様。また、宮野夫妻と親しく開発中の本薬について聞かされていたピスコは、身体が幼児化した灰原を見て「まさか君がここまで進めていたとは…。事故死したご両親もさぞかしお喜びだろう」と語っているが、ベルモットは「こんな愚かな研究」と評している。
本薬の本来の開発目的については作中で明言されていないが、灰原や組織の一員であるピスコの台詞や人魚伝説が伝わる美國島の名簿など、若返りあるいは不老不死の可能性を示唆する表現が散見されるが、作者が薬の設定を医者である弟と一緒に考案した際、「骨が元に戻るのはありえないが細胞が若返るのはあり得るな」と思い至ったことからである。

## 作用
アポトーシス（プログラム細胞死）を誘導すると共に、テロメラーゼ活性によって細胞の増殖能力を高める。
投与された場合、エネルギー消費を伴うアポトーシス作用によって強い発熱をはじめとする苦しさを伴い、新一曰く「骨が溶ける」かのような感覚に襲われた（アニメでは、カメラワークやエフェクトを伴う画面ブレ描写がなされる）後、通常は死に至り死体からは何も検出されないが、ごくまれにアポトーシスの偶発的な作用でDNAの自己破壊プログラムが逆行し、神経組織を除いた骨格・筋肉・内臓・体毛などの全細胞が幼児期まで後退化することがある。

## 被害者
黒ずくめの組織は、暗殺のためにAPTX4869を投与した人物を一覧化している。以下は、単行本18巻File.9「偽りの少女」および89巻File.10「座右の銘」 - File.11「握られたハサミ」で見られる名前の表である。
| 名前 | 名前     | 結果   | 備考                                                                     |
| 姓   | 名       | 結果   | 備考                                                                     |
| ---- | -------- | ------ | ------------------------------------------------------------------------ |
| 樽井 | 英成     | 死亡   | 1005話 「濃紅の予兆」で判明。                                            |
| 新岡 | 芳江     | 死亡   | 1005話 「濃紅の予兆」で判明。                                            |
| 松坂 | 宗男     | 死亡   | 「エピソード“ONE” 小さくなった名探偵」にて姓が判明。                     |
| 武石 | 良雄     | 死亡   |                                                                          |
| 工藤 | 新一     | 死亡   | シェリー（灰原）が幼児化を隠蔽するために「不明」を「死亡」に書き替えた。 |
| 豊田 | 稔       | 死亡   |                                                                          |
| 羽田 | 浩司     | 死亡   |                                                                          |
| 野本 | 昌治     | 死亡   |                                                                          |
| 五島 | 淳実     | 死亡   |                                                                          |
| 上園 | 孝也     | 死亡   |                                                                          |
| 世良 | メアリー | 幼児化 | 赤井家の親族                                                             |

表に記載されていない服用者については、現時点で宮野志保（灰原）とアマンダ・ヒューズも判明しているが、前者は自ら服用したもので「被害者」ではない。

## 解毒方法
今のところ幼児化に対する完全な解毒方法は確立していない。それでも、偶然的もしくは実験的理由により、工藤新一は10回、宮野志保は2回だけ一時的に元の体に戻ったことがある（数字は原作でのもの）。
1. コナンが平次が持ってきた白乾児（パイカル）を偶然飲んだことによる。効果は約2時間[14]。（新一1回目）
2. 灰原がコナンの指示により白乾児を飲んだことによる。効果は約1時間[2]。（志保1回目）
  - この体験を参考に、開発者の灰原が阿笠博士と協力して解毒薬の試作品を作り上げたが、まだ完成には到っておらず、一時的にしか元の体に戻ることができない。
3. 帝丹高校の学園祭の日に、初めて実験的に服用。約24時間後に発作が起きて倒れたがこの際は幼児化せず、その後約36時間後に幼児化した[15]。（新一2回目）
4. 阿笠博士が風邪薬と間違えて試作品をコナンに渡し、それを服用したことで元の体に戻った際は、約24時間後に幼児化した[16]。（新一3回目）
5. その直後、さらに試作品を服用して元の体に戻った際は、立て続けに服用したために効果が持続せず、わずか4時間ほどで幼児化した[16]。（新一4回目）
6. 富豪の招待でロンドンへ行く際、偽装身分である江戸川コナン名義のパスポートは取得できないことに気づき、灰原に解毒薬をもらって元の身体に戻り、出国および再入国検査を通過した（ロンドン滞在中にも1回服用している）[17]。（新一5 - 7回目）
7. 燃える小屋に少年探偵団もろとも閉じ込められた際、大人の力で小屋を破るため、持ち歩いていた解毒薬を灰原自身が服用した。効果時間は不明[18]。（志保2回目）
8. 帝丹高校の京都修学旅行に参加するため、コナンが旅行中に3回服用。このときは灰原の「効果切れから再服用まで最低8時間のインターバルを設けること」という言いつけで効果持続をある程度保っている。効き目が切れてコナンの姿に戻っている間は宿泊先のホテルの部屋のベッド下に潜み、ベッドにはシーツに包まって顔を隠した平次が寝ることで身代わりになった[13]。（新一8 - 10回目）

解毒剤を服用した場合を除くと、共通して風邪を引いた状態で白乾児、またはそれに準じた成分を摂取した際に体を元に戻すことができている。
最初の事例後、コナンは「もっと大量に飲めば完全に元の姿に戻るだろう」と考えてもう一度白乾児を飲むが、効果はまったく得られず二日酔いになってしまった。これに対して阿笠博士は「一度目は何かの作用で元に戻ったが、免疫が出来てしまいもう効かなくなった」という仮説を立てたが、このときコナンの風邪は治っていたため、「風邪を引いた状態でのみ白乾児は解毒作用を表す」可能性は否定できない。なお、劇場版第7作『迷宮の十字路』では、阿笠博士が開発した「風邪を引いたときと同じ症状を出す薬」を使った上で白乾児を服用し、コナンは元の体に戻っている。劇場版以外ではいずれも解毒薬を飲む前から風邪を引いた状態であり、風邪薬と間違えられて解毒薬を飲まされたこともある（上記の「新一3回目」を参照）。
OVA『名探偵コナン SECRET FILE』（少年サンデー特製DVD）の「10年後の異邦人（ストレンジャー）」では朝から38.7℃の熱を出したコナンが、灰原が開発した新しい解毒薬の試作品を飲んだ結果、元の体に戻った状態で意識を失い、効果が切れるまで10年後の夢を見続けてしまった。
解毒薬の効果が切れる際には、元の体に戻るタイムリミットが迫るにつれて呼吸が荒く目も虚ろになり、激しい動悸に苦しみながら胸を押さえる姿が必ず描かれる。周囲にも不審がられるほどの高熱と苦しみを伴うが、「ホームズの黙示録」（上記の「新一5 - 7回目」を参照）ではそれほど苦しむ様子は見られなかった。

## 現実世界からの分析
現実世界の化学物質としてのAPTXとは、アプラタキシンと呼ばれる早発性失調原因遺伝子である。
サイエンスライターの岩崎良則は、身体だけが子供になることが起こりうるのかについて、可能性はかなり薄いとしながらも新一も志保も第二次性徴から大人になる微妙な時期で性ホルモンには成長を止める役割があることから、そこにAPTX4869が作用すると成長に逆行する現象が起こる可能性を挙げ、2人とも天才といえる頭脳で脳幹が常人より発達しているため、免疫機関である胸腺も同じく発達しているほか、胸腺のT細胞の処理方法はアポトーシスで体内でも以前からアポトーシス作用が活発であり、もともとこの薬に対する免疫ができていたという説を提唱している。
空想科学読本作者の柳田理科雄は、細胞の一部がアポトーシスで消え、実際に行われているリンパ球幼若化検査で薬の投与で失った免疫を取り戻すことからその薬のように残りの細胞が若返ったとみており、アポトーシスを起こした細胞は老廃物として排出されることから、新一の場合は数十キログラムの垢や大便のような老廃物がそばに落ちていていたことになると分析している。
東京医科歯科大学難治疾患研究所教授の清水重臣は、この薬は細胞死が起きにくい器官にもそれを働かさせ、新一の年齢からして止まっていたであろう細胞分裂を活発化させて大人の細胞を多く殺して若い細胞を大きく増やしているとみられ、骨が溶ける感覚は破骨細胞の活性化でそれに伴って不要な部分が排泄、アポトーシスとテロメラーゼ、破骨細胞活性化が同時に起これば幼児化は極めて例外的に可能性があると分析している。また、脳が幼児化していないのは、脳血管のバリア構造(血液脳関門)によって塞がれて作用しない薬だったためとみられる。さらに清水は、元に戻るには新一とコナンの身長・体重差が大きく、質量保存の法則を踏まえると幼児化で失ったものをどこから持ってくるのか解決しないといけないと指摘しており、発熱はアポトーシスの大量発生で炎症反応が出たことによるものや骨が溶けたことで発熱したのかもしれないとみている。また、風邪では薬の効き目が強くなるわけではないが、ウイルス感染で細胞死が起きやすい状態であるとみている。